# Viola pekinensis
Viola pekinensis là một loài thực vật có hoa trong họ Hoa tím. Loài này được (Regel) W. Becker miêu tả khoa học đầu tiên năm 1916.